# Oconaluftee Archeological District
Pour l’article homonyme, voir Oconaluftee.
L'Oconaluftee Archeological District est un district historique américain dans le comté de Swain, en Caroline du Nord. Protégé au sein du parc national des Great Smoky Mountains, il est lui-même inscrit au Registre national des lieux historiques depuis le 19 février 1982.